# П'єр Дюкрок
П'єр Дюкрок (фр. Pierre Ducrocq, нар. 18 грудня 1976, Понтуаз) — французький футболіст, що грав на позиції захисника.
Виступав, зокрема, за клуб «Парі Сен-Жермен».
Дворазовий володар Кубка Франції. Дворазовий володар Кубка французької ліги. Дворазовий володар Суперкубка Франції. Володар Кубка Кубків УЄФА.

## Ігрова кар'єра
Народився 18 грудня 1976 року в місті Понтуаз. Вихованець футбольної школи клубу «Парі Сен-Жермен». Дорослу футбольну кар'єру розпочав 1994 року в основній команді того ж клубу, в якій провів два сезони, взявши участь у 3 матчах чемпіонату.  За цей час виборов титул володаря Кубка Франції, ставав володарем Кубка французької ліги, володарем Суперкубка Франції, володарем Кубка Кубків УЄФА.
Протягом 1996—1997 років захищав кольори клубу «Лаваль».
Своєю грою за останню команду знову привернув увагу представників тренерського штабу клубу «Парі Сен-Жермен», до складу якого повернувся 1997 року. Цього разу відіграв за паризьку команду наступні чотири сезони своєї ігрової кар'єри. Більшість часу, проведеного у складі «Парі Сен-Жермен», був основним гравцем захисту команди. За цей час додав до переліку своїх трофеїв ще один титул володаря Кубка Франції, знову ставав володарем Кубка французької ліги, володарем Суперкубка Франції.
Згодом з 2001 по 2009 рік грав у складі команд «Дербі Каунті», «Гавр» та «Страсбур».
Завершив ігрову кар'єру у команді «Кавала», за яку виступав протягом 2009—2011 років.

## Титули і досягнення
- Володар Кубка Франції (2):

«Парі Сен-Жермен»: 1994-1995, 1997-1998
- Володар Кубка французької ліги (2):

«Парі Сен-Жермен»: 1994-1995, 1997-1998
- Володар Суперкубка Франції (2):

«Парі Сен-Жермен»: 1995, 1998
- Володар Кубка Кубків УЄФА (1):

«Парі Сен-Жермен»: 1995-1996